# Жанаталап (Жуалынский район)
Жанаталап (каз. Жаңаталап) — село в Жуалынском районе Жамбылской области Казахстана. Входит в состав Актюбинского сельского округа. Код КАТО — 314235300.

## Население
В 1999 году население села составляло 787 человек (372 мужчины и 415 женщин). По данным переписи 2009 года, в селе проживало 990 человек (485 мужчин и 505 женщин).